# رضاالکریم رضا
رضاالکریم رضا (بنگالی: রেজাউল করিম রেজা؛ زادهٔ ۱ ژوئیهٔ ۱۹۸۷) بازیکن فوتبال اهل بنگلادش است.
از باشگاه‌هایی که در آن بازی کرده است می‌توان به باشگاه فوتبال شیخ راسل اشاره کرد.
وی همچنین در تیم‌های ملی فوتبال زیر ۲۳ سال بنگلادش و بنگلادش بازی کرده است.
وی در مسابقات کشوری و بین‌المللی در مجموع برندهٔ ۱ مدال طلا شده است.